# Museo di Mosul
Il Museo di Mosul (متحف الموصل) è il secondo per grandezza dell'Iraq dopo il Museo Nazionale di Baghdad. Ha subito forti danneggiamenti durante la seconda guerra del golfo nel 2003, e ancora di più durante l'occupazione di Mosul da parte dello Stato Islamico dell'Iraq e della Siria nel 2014.
Fondato nel 1952 a Mosul, capitale del governatorato di Ninawa, il museo era inizialmente costituito da una piccola hall alla quale si aggiunse un nuovo edificio nel 1972, contenente antichi manufatti assiri (circa 2,200 pezzi).

## Collezione
Il museo è prevalentemente incentrato su reperti databili al periodo assiro ed ellenistico, precedenti alla nascita del Cristianesimo.

## Devastazione da parte dell'ISIS
Nel 2014 lo Stato Islamico dell'Iraq e della Siria (ISIS) prese il controllo della città di Mosul ed occupò il museo che era in procinto di riaprire dopo anni di chiusura per lavori di ristrutturazione. Una delle prime azioni dei militanti dell'ISIS fu il proclamare le statue presenti nel museo contrarie all'Islam (richiamandosi ai fondamenti religiosi dell'Iconoclastia), e dichiarare la propria intenzione di distruggere i reperti archeologici contenuti nel museo.
Il 26 febbraio 2015, il giorno successivo al rogo di svariati manoscritti e libri provenienti da librerie di Mosul, il gruppo terroristico pubblicò un video dove veniva mostrata la devastazione di molti reperti archeologici presenti nel museo e dell'antico sito archeologico di Nimrud, secondo loro colpevoli di promuovere l'idolatria. Inoltre, l'ISIS affermò anche di aver abbattuto i resti delle millenarie mura di Ninive.
Si è creata una certa confusione circa il fatto se le opere d'arte distrutte dai militanti dell'ISIS fossero degli originali o solo delle copie. Il governatore in esilio di Mosul, Atheel al-Nujaifi, affermò che molti dei manufatti, eccezion fatta per gli oggetti più grandi e pesanti, erano stati precedentemente trasferiti a Baghdad allo scoppio della guerra in Iraq nel 2003, e che le opere di maggior valore erano state spedite a Baghdad già alla fine della prima guerra del golfo nel 1991. Nel marzo seguente, il direttore amministrativo del patrimonio archeologico iracheno, Fawzye al-Mahdi, aggiunse inoltre che "nessuno degli oggetti distrutti nel video erano originali".
In seguito, al-Nujaifi precisò che "solo due sono gli oggetti veri distrutti dai militanti: uno è un toro alato e l'altro la statua del dio di Rozhan". Tuttavia, tale affermazione è stata successivamente smentita dal Ministro della Cultura iracheno, Adel Sharshab, che dichiarò: «Il museo di Mosul aveva molti manufatti antichi, grandi e piccoli. Nessuno di essi è stato trasportato al Museo nazionale iracheno a Baghdad. Quindi, tutti gli artefatti distrutti a Mosul erano originali, tranne quattro pezzi fatti di gesso».
In seguito è stata diffusa la notizia che l'ISIS ha trasformato il magazzino del museo in un ufficio per la riscossione delle tasse – il "Diwan Zakat" – adibito alla riscossione dei tributi da parte dei suoi combattenti islamici.

### Reazioni internazionali
Il direttore generale dell'UNESCO, Irina Bokova, convocò d'urgenza una riunione del Consiglio di sicurezza delle Nazioni Unite per discutere della "protezione del patrimonio culturale dell'Iraq come parte integrante nel mantenimento della sicurezza del Paese".

### Ricostruzione post-liberazione
In cooperazione con il governo Iracheno e il comune di Mosul, l'organizzazione civile irachena denominata Al-Ghad, e l'associazione degli artisti di Mosul inaugurarono la prima mostra svoltasi nel museo fin dall'occupazione della città nel 2014. La mostra Return to Mosul si è aperta il 29 gennaio e ha chiuso il 3 febbraio 2019. All'interno della mostra furono esposti dipinti, fotografie e sculture che raccontano la storia della città durante l'occupazione da parte dell'ISIS, e le speranze della popolazione di una pronta rinascita. L'esibizione si è tenuta nella zona appena restaurata del museo, nella vecchia ala destra del museo, la "Royal Venue".